# GOLDEN☆BEST 青江三奈
『GOLDEN☆BEST 青江三奈』（ゴールデンベスト あおえみな）は、2009年9月16日に発売された青江三奈のベスト・アルバム。発売元はビクターエンタテインメント。規格品番はVICL-63445。
同時発売の『GOLDEN☆BEST 青江三奈 カヴァー・コレクション』（VICL-63446）についても本項で取り扱う。

## 解説
2000年7月2日の逝去から10年目に突入した時期に“ゴールデン☆ベスト”シリーズから発売された、廉価版ベスト・アルバム。
シングルA面・B面曲を中心とした『GOLDEN☆BEST 青江三奈』と、他歌手の持ち歌をカヴァーした『GOLDEN☆BEST 青江三奈 カヴァー・コレクション』の2作品が同時発売となった。
カヴァーでは、松尾和子や和田弘とマヒナスターズ、吉田正による作曲作品が多く収録されている。
2015年9月16日に両作品ともSHM-CDとして再発売されている。規格品番はそれぞれVICL-70191、VICL-70192である。

## GOLDEN☆BEST 青江三奈

### 収録曲
特記以外　作詞:川内康範、作曲:浜口庫之助、編曲:寺岡真三
1. 恍惚のブルース（1966年、SV-416）
2. ブルー・ブルース（1966年、SV-484）
3. 眠られぬ夜のブルース（1967年、SV-510）
4. あなたとわたし（1967年、SV-510）
5. この恋なくしたら（1967年、SV-603）
  - 作曲:吉田正
6. 伊勢佐木町ブルース（1968年、SV-659）
  - 作曲:鈴木庸一、編曲:竹村次郎
7. 霧のハイウェー（1968年、SV-659）
  - 作曲:大野正雄、編曲:近藤進
8. 札幌ブルース（1968年、SV-687）
  - 作曲:曽根幸明
9. 長崎ブルース（1968年、SV-725）
  - 作詞:吉川静夫、作曲:渡久地政信
10. 新宿サタデー・ナイト（1968年、SV-778）
  - 作詞:佐伯孝夫、作曲:鈴木庸一、編曲:竹村次郎
11. 池袋の夜（1969年、SV-858）
  - 作詞:吉川静夫、作曲:渡久地政信
12. 国際線待合室（1969年、SV-928）
  - 作詞:千坊さかえ、作曲:花礼二、編曲:近藤進
13. 夜がわたしを誘惑するように（1970年、SV-2003）
  - 作詞:佐伯孝夫、作曲:鈴木庸一、編曲:竹村次郎
14. 銀座ブルー・ナイト（1974年、SV-2426）
  - 作詞:橋本淳、作曲:吉田正
15. 小樽の灯（1976年、SV-6017）
  - 作詞:吉川静夫、作曲:渡久地政信
16. 大阪ブルース（1983年、- ）
  - 作詞:水木かおる、作曲:鈴木邦彦、編曲:竹村次郎
17. ベイブリッジ・ブルース（1990年、VIDL-10016）
  - 作詞:ジェームス三木、作曲:吉田正、編曲:服部克久
18. Honmoku Blues 〜本牧ブルース（1990年、VIDL-10060）
  - 作詞:なかにし礼、作曲:鈴木道明、編曲:前田憲男
19. 炎のように火のように（2000年、VIDL-30517）
  - 作詞:山崎ふみえ、作曲:曽根幸明、編曲:高田弘
20. 恋命（1997年、VIDL-11031）
  - 作曲:川内康範、編曲:伊戸のりお

## GOLDEN☆BEST 青江三奈 カヴァー・コレクション

### 収録曲
1. よこはま・たそがれ
  - 作詞:山口洋子、作曲:平尾昌晃
  - オリジナル歌手:五木ひろし
2. 銀座ブルース
  - 作詞:相良武、作曲:鈴木道明
  - オリジナル歌手:松尾和子&和田弘とマヒナスターズ
3. 赤坂の夜は更けて
  - 作詞・作曲:鈴木道明
  - オリジナル歌手:西田佐知子
4. 新宿ブルース
  - 作詞:滝口暉子、作曲:和田香苗
  - オリジナル歌手: 扇ひろこ
5. 京都慕情
  - 作詞:林春生、作曲:ザ・ベンチャーズ
  - オリジナル歌手:渚ゆう子
6. 柳ヶ瀬ブルース
  - 作詞・作曲:宇佐英雄
  - オリジナル歌手: 美川憲一
7. 島のブルース
  - 作詞:吉川静夫、作曲:渡久地政信
  - オリジナル歌手: 三沢あけみ
8. 東京アンナ
  - 作詞:藤間哲郎、作曲:渡久地政信
  - オリジナル歌手: 大津美子
9. 夜霧に消えたチャコ
  - 作詞:宮川哲夫、作曲:渡久地政信
  - オリジナル歌手:フランク永井
10. グッド・ナイト
  - 作詞:佐伯孝夫、作曲:吉田正
  - オリジナル歌手:松尾和子&和田弘とマヒナスターズ
11. ワン・レイニー・ナイト・イン東京
  - 作詞・作曲: 鈴木道明
  - オリジナル歌手:和田弘とマヒナスターズ、ザ・ピーナッツ、西田佐知子など（競作）
12. 夜霧の第二国道
  - 作詞:宮川哲夫、作曲:吉田正
  - オリジナル歌手:フランク永井
13. 東京ナイト・クラブ
  - 作詞:佐伯孝夫、作曲:吉田正
  - オリジナル歌手:フランク永井と松尾和子
14. 泣かないで
  - 作詞:井田誠一、作曲:吉田正
  - オリジナル歌手:和田弘とマヒナスターズ
15. 再会
  - 作詞:佐伯孝夫、作曲:吉田正
  - オリジナル歌手:松尾和子
16. アカシアの雨がやむとき
  - 作詞:水木かおる、作曲:藤原秀行
  - オリジナル歌手:西田佐知子
17. カスバの女
  - 作詞:大高ひさを、作曲:久我山明
  - オリジナル歌手:エト邦枝
18. 星の流れに
  - 作詞:清水みのる、作曲:利根一郎
  - オリジナル歌手:菊池章子
19. 別れのブルース
  - 作詞:藤浦洸、作曲:服部良一
  - オリジナル歌手:淡谷のり子
20. 港が見える丘
  - 作詞・作曲:東辰三
  - オリジナル歌手:平野愛子